# 卡特琳·奈姆克
卡特琳·奈姆克（德語：Kathrin Neimke，1966年7月18日—），德国女子田径运动员。她曾代表东德、德国参加1988年、1992年和1996年夏季奥林匹克运动会田径比赛，获得一枚银牌和一枚铜牌。